# La Feuillade
La Feuillade (tiếng Occitan là La Fuelhada) là một xã của Pháp, nằm ở tỉnh Dordogne trong vùng Aquitaine của Pháp.
Xã này có diện tích 3,97 km2, dân số năm 2005 là 711 người. La Feuillade nằm ở khu vực có độ cao trung bình 160 m trên mực nước biển.

## Thông tin nhân khẩu
| Năm    | 1962 | 1968 | 1975 | 1982 | 1990 | 1999 | 2005 |
| ------ | ---- | ---- | ---- | ---- | ---- | ---- | ---- |
| Dân số | 277  | 328  | 417  | 519  | 568  | 710  | 711  |